# Thielle

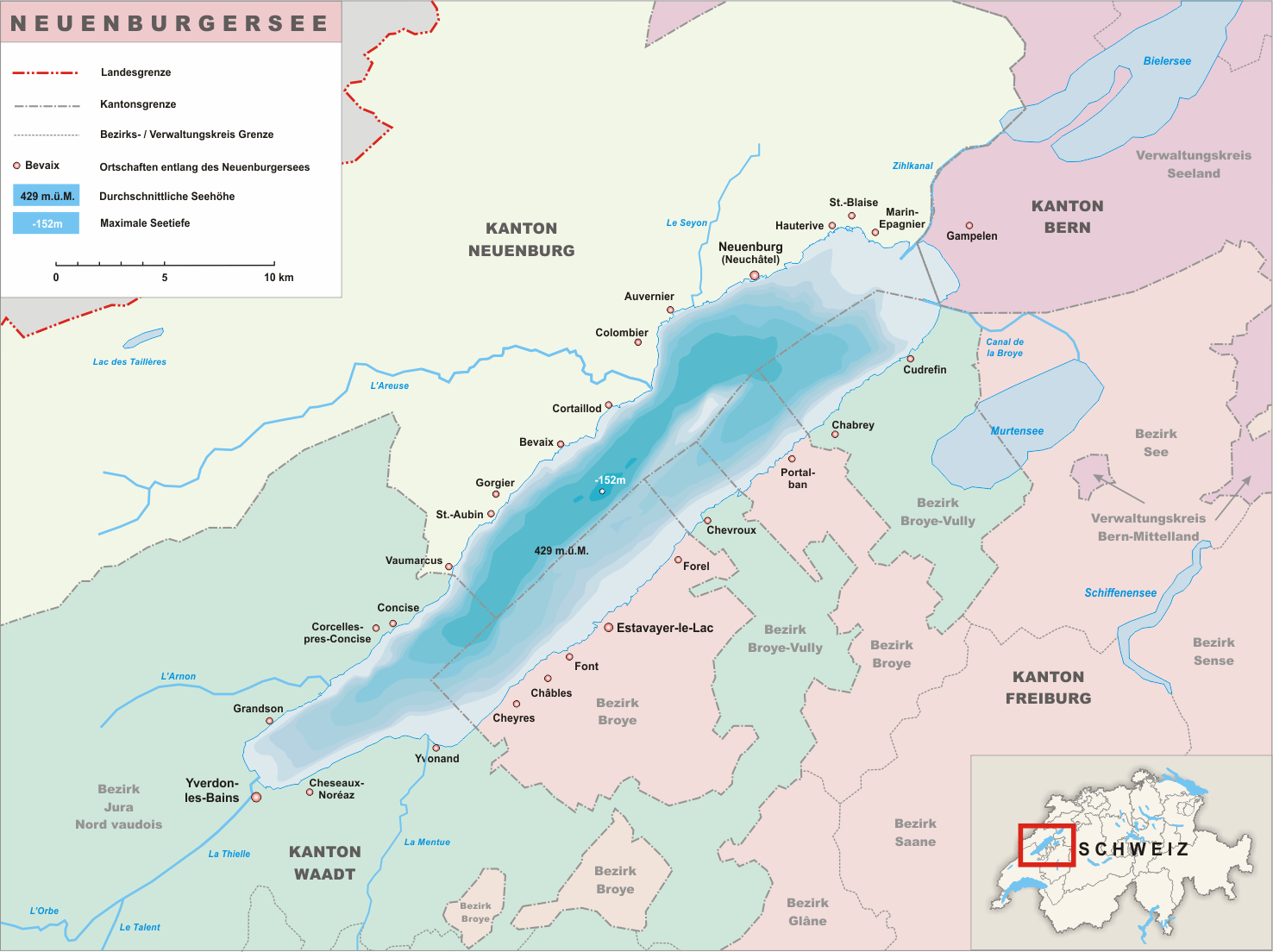
De Thielle ten zuidwesten van het Meer van Neuchâtel

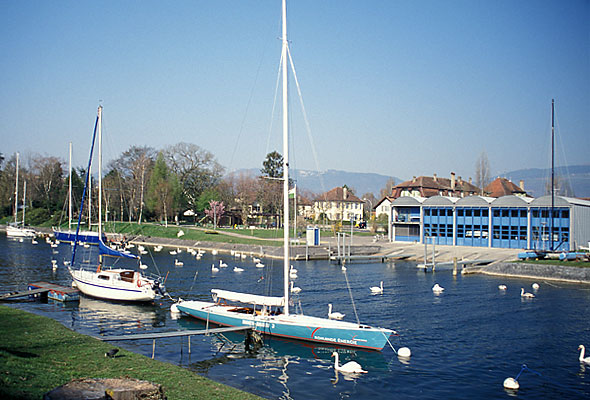
De gekanaliseerde Thielle nabij Yverdon-les-Bains

De Thielle (Frans: La Thielle, La Thièle; Duits: Zihl) is een zijrivier van de Aare. De Thielle is 18 km lang en loopt door de regio Seeland in Zwitserland. 
De rivier ontstaat waar de Talent en de Orbe samenvloeien, ten noordoosten van de plaats Orbe, en mondt uit in het Meer van Neuchâtel. Het Thiellekanaal verbindt het Meer van Neuchâtel met het Meer van Biel. Tijdens het graven van het Thiellekanaal in de 19e eeuw werd de archeologische vindplaats van La Tène blootgelegd.